# DOKI DOKI LGYankees!!!!!!
『DOKI DOKI LGYankees!!!!!!』（ドキ・ドキ・エルジーヤンキース）は、日本のヒップホップユニット・LGYankeesが2013年1月16日にVenus-Bから発売したメジャー6枚目（通算7枚目）のオリジナルアルバムである。

## 概要
- 前作『GO! GO! LGYankees!!!』から11ヶ月ぶりとなるアルバム。
- 通常盤と初回盤があり、初回盤は3曲のPVを収録したDVDが付いている。
- オリコンアルバムチャートでは週間9位を獲得。メジャーデビューアルバム『NO DOUBT!!! -NO LIMIT-』から5作連続でのトップ10入りを果たした。

## 収録曲
1. DOKI DOKI LGYankees!!!!!! -Intro-
作曲：DJ No.2
今作のイントロ。
2. NO DOUBT SIX STAR feat. GIO,PURPLE REVEL
作詞：HIRO、GIO、PURPLE REVEL
作曲：DJ No.2
3. 左手に咲いたリング feat. Noa
作詞：HIRO、Noa
作曲：HIRO、KENNY
編曲：川口圭太
4. マヂ LOVE feat. 吉見一星
作詞：HIRO、吉見一星
作曲：HIRO、KENNY
編曲：川口圭太
5. 世界中でたった一人の大切な人へ
作詞：HIRO
作曲：DJ No.2
6. fragile feat. Yoonji
作詞：HIRO、Yoonji
作曲：HIRO、KENNY
ストリングスアレンジ：Hidetoshi Kato
7. Show Me Inside!!
作詞：HIRO
作曲：DJ No.2
8. Party Drinker feat. jyA-Me
作詞・作曲：DJ No.2
9. オレンジの冬
作詞・作曲：DJ No.2
10. サヨナラ言えない僕 feat. SO-TA
作詞：HIRO、SO-TA
作曲：HIRO、KENNY
編曲：太田貴之
11. Dear My Homies
作詞：HIRO
作曲：HIRO、KENNY
12. DOKI DOKI LGYankees!!!!!! -Outro-
作曲：DJ No.2
今作のアウトロ。

### DISC2-DVD (初回盤のみ)
MUSIC CLIP
1. 左手に咲いたリングfeat. Noa
2. 世界中でたった一人の大切な人へ
3. Party Drinker feat. jyA-Me

## 参加ミュージシャン
LGYankees
- HIRO：MC
- DJ No.2：Manipulate

Additional Musician
- KENNY：Manipulate
- Hidetoshi Kato：Manipulate、Piano (#6)
- 高橋洋介：Guitar (#6,11)